# IC 911
IC 911 هو اصطدام مجري، يقع في كوكبة العواء، يقدر بعده عن مجرة درب التبانة بنحو 427 مليون سنة ضوئية ويقدر قطره بحوالي 50 ألف سنة ضوئية، وقد تم اكتشافه في 17 يونيو 1892.

## روابط خارجية
- IC 911 على موقع ويكي سكاي: DSS2, SDSS, GALEX, IRAS, Hydrogen α, X-Ray, Astrophoto, Sky Map, Articles and images